# Овендо
Овендо (фр. Owendo) — порт в Габоне, расположен к юго-западу от Либревиля. Крайняя западная станция Транс-габонской железной дороги.
Овендо — важнейший коммерческий порт Габона с населением 79 300 человек (2013 год). Здесь расположены индустриальные предприятия, включая крупные цементные заводы.